# Claus-Dieter Ehlermann

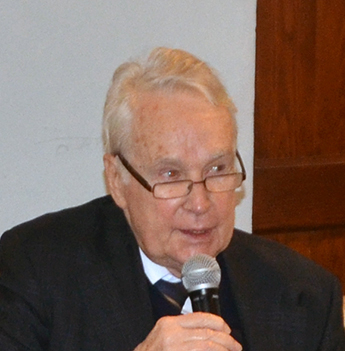
Claus-Dieter Ehlermann (2015)

Claus-Dieter Ehlermann (* 15. Juni 1931 in Scheeßel; † 10. April 2025 in Brüssel) war ein deutscher Jurist, Hochschullehrer und Mitglied des Appellate Body der Welthandelsorganisation.

## Leben
Er studierte Rechtswissenschaften an den Universitäten Marburg und Heidelberg (1950–1953) und promovierte am 13. April 1955 zum Dr. iur. in Heidelberg. Von 1954 bis 1959 war er wissenschaftlicher Assistent an der rechtswissenschaftlichen Fakultät der Universität Heidelberg und studierte von 1955 bis 1956 an der University of Michigan. Das zweite Staatsexamen legte er 1959 in Baden-Württemberg ab und belegt Kurse an der philologischen Fakultät der Universität Nancy in Frankreich. Im selben Jahr wurde er wissenschaftlicher Assistent Hans Kutschers am Bundesverfassungsgericht in Karlsruhe. Ab 1961 arbeitete er bei der Europäischen Kommission in Brüssel als Berater und dann als Direktor im juristischen Dienst. 1973 trat er in die Finanzkontrolle über, wo er bis 1977 stellvertretender Generaldirektor und von 1977 bis 1987 Generaldirektor war. 1983 wurde er Professor (§ 17 HmbHG) für Europäisches Gemeinschaftsrecht an der Universität Hamburg. Nach dem Ausscheiden aus der Kommission 1995 wurde er Mitglied und 2001 Vorsitzender der Rechtsmittelinstanz der Welthandelsorganisation (WTO), dem Appellate Body. Von 1995 bis 2002 war er Inhaber eines Lehrstuhls für Europarecht am European University Institute.

## Schriften (Auswahl)
- Wirtschaftslenkung und Entschädigung. Heidelberg 1957, OCLC 250394909.
- Der Europäische Rechnungshof. Haushaltskontrolle in der Gemeinschaft. Baden-Baden 1976, ISBN 3-7890-0220-8.
- als Herausgeber mit Isabela Atanasiu: Constructing the EU network of competition authorities. Oxford 2004, ISBN 1-84113-366-3.
- als Herausgeber mit Isabela Atanasiu: The interaction between competition law and intellectual property law. Oxford 2007, ISBN 1-84113-645-X.